# Sierra de Bascuñana
Sierra de Bascuñana är en bergskedja i Spanien.   Den ligger i provinsen Provincia de Cuenca och regionen Kastilien-La Mancha, i den centrala delen av landet, 130 km öster om huvudstaden Madrid.